# Aloina humilis
Aloina humilis är en bladmossart som beskrevs av M. T. Gallego, Cano och Ros in M. T. Gallego et al. 1998. Aloina humilis ingår i släktet toffelmossor, och familjen Pottiaceae. Inga underarter finns listade i Catalogue of Life.